# Władcy Turcji

Proporzec sułtana Imperium Osmańskiego.

## Imperium Osmańskie

### Dynastia Osmanów
- Sulejman Szach (XIII w.)
- Ertogrul (druga połowa XIII w.)

| #                                            | Sułtan                                | Portret                                       | Od                   | Do                          | Tugra                   | Uwagi |
| -------------------------------------------- | ------------------------------------- | --------------------------------------------- | -------------------- | --------------------------- | ----------------------- | --- |
| 1                                            | Osman I (Bej)                         | Portret Osmana I Johna Younga                 | c. 1299              | c. 1324                     | –                       | - Syn Ertogrula i Halime Hatun; - Rządził do śmierci. |
| 2                                            | Orhan I (Bej)                         | Portret Orchana                               | c. 1324              | c. 1360                     | Tugra Orchana           | - Syn Osmana I i Malhun Hatun; - Rządził do śmierci. |
| 3                                            | Murad I Hüdavendigar (Sułtan od 1383) | Portret Murada I                              | c. 1360              | 1389                        |                         | - Syn Orhana I i Nilüfer Hatun; - Rządził do śmierci; - Zabity podczas bitwy na Kosowym Polu.                                                                                    |
| 4                                            | Bajazyd I Błyskawica                  |                                               | 1389                 | 1402                        |                         | - Syn Murada I i Gülçiçek Hatun; - Schwytany podczas bitwy pod Ankarą (de facto koniec panowania); - Zmarł w niewoli w Akşehir 8 marca 1403.                                     |
| Interregnum (1402–1413)                      |                                       |                                               |                      |                             |                         | |
| 5                                            | Mehmed I                              |                                               | 1413                 | 1421                        |                         | - Syn Bajazyda I i Devlet Hatun; - Rządził do śmierci. |
| 6                                            | Murad II                              |                                               | 1421                 | 1444                        |                         | - Syn Mehmeda I i Emine Hatun; - Abdykował z własnej woli na rzecz syna, Mehmeda II.                                                                                             |
| 7                                            | Mehmed II Zdobywca                    |                                               | 1444                 | 1446                        |                         | - Syn Murada II i Hüma Hatun; - Oddał tron ojcu. |
| (6)                                          | Murad II                              |                                               | 1446                 | 3 lutego 1451               |                         | - Drugie panowanie; - Zmuszony do powrotu na tron po buncie janczarów; - Rządził do śmierci.                                                                                     |
| (7)                                          | Mehmed II Zdobywca                    |                                               | 3 lutego 1451        | 3 maja 1481                 | Tughra of Mehmed II     | - Drugie panowanie; - Zdobył Konstantynopol w 1453; - Rządził do śmierci. |
| 8                                            | Bajazyd II                            |                                               | 19 maja 1481         | 25 kwietnia 1512            |                         | - Syn Mehmeda II i Sitti Mükrime Hatun; - Abdykował; - Zmarł w pobliżu Didimoticho 26 maja 1512.                                                                                 |
| 9                                            | Selim I Groźny (Kalif od 1517)        |                                               | 25 kwietnia 1512     | 21 września 1520            |                         | - Syn Bajazyda II i Gülbahar Hatun; - Rządził do śmierci. |
| 10                                           | Sulejman I Wspaniały                  |                                               | 30 września 1520     | 6 lub 7 września 1566       |                         | - Syn Selima I i Hafsa (Hafize); - Rządził do śmierci. |
| 11                                           | Selim II Pijak                        |                                               | 29 września 1566     | 21 grudnia 1574             |                         | - Syn Sulejmana I i Roksolany; - Rządził do śmierci. |
| 12                                           | Murad III                             |                                               | 22 grudnia 1574      | 16 stycznia 1595            |                         | - Syn Selima II i Nurbanu; - Rządził do śmierci. |
| 13                                           | Mehmed III                            |                                               | 27 stycznia 1595     | 20 lub 21 grudnia 1603      |                         | - Syn Murada III i Safiye; - Rządził do śmierci; - Zamordowany. |
| 14                                           | Ahmed I                               |                                               | 21 grudnia 1603      | 22 listopada 1617           |                         | - Syn Mehmeda III i Handan Sultan; - Rządził do śmierci. |
| 15                                           | Mustafa I                             | Portrait of Mustafa I by John Young           | 22 listopada 1617    | 26 lutego 1618              | Tughra of Mustafa I     | - Syn Mehmeda III i Halime; - Zdetronizowany na rzecz swojego bratanka Osmana II.                                                                                                |
| 16                                           | Osman II                              | Portrait of Osman II by John Young            | 26 lutego 1618       | 19 maja 1622                | Tughra of Osman II      | - Syn Ahmeda I i Mahfiruz Hatice; - Rządził do śmierci; - Zamordowany przez janczarów.                                                                                           |
| (15)                                         | Mustafa I                             | Portrait of Mustafa I by John Young           | 20 maja 1622         | 10 września 1623            | Tughra of Mustafa I     | - Drugie panowanie; - Powrócił na tron po zamordowaniu jego bratanka; - Zdetronizowany i uwięziony aż do śmierci Stambule 20 stycznia 1639.                                      |
| 17                                           | Murad IV                              | Portrait of Murad IV by John Young            | 10 września 1623     | 8 lub 9 lutego 1640         | Tughra of Murad IV      | - Syn Ahmeda I i Kösem Sultan (Mahpeyker); - Rządził do śmierci. |
| 18                                           | Ibrahim I                             | Portrait of Ibrahim by John Young             | 9 lutego 1640        | 8 sierpnia 1648             | Tughra of Ibrahim       | - Syn Ahmeda I i Kösem Sultan (Mahpeyker); - Zdetronizowany podczas zamachu stanu prowadzonego przez wielkiego muftiego; - Zamordowany w Stambule 18 sierpnia 1648.              |
| 19                                           | Mehmed IV                             | Portrait of Mehmed IV by John Young           | 8 sierpnia 1648      | 8 listopada 1687            | Tughra of Mehmed IV     | - Syn Ibrahima I i Turhan Hatice; - Zdetronizowany po przegranej pod Nagyharsány; - Zmarł w Edirne 6 stycznia 1693.                                                              |
| 20                                           | Sulejman II                           | Portrait of Suleiman II by John Young         | 8 listopada 1687     | 22 czerwca 1691             | Tughra of Suleiman II   | - Syn Ibrahima I i Saliha Dilâşub; - Rządził do śmierci. |
| 21                                           | Ahmed II                              | Portrait of Ahmed II by John Young            | 22 czerwca 1691      | 6 lutego 1695               | Tughra of Ahmed II      | - Syn Ibrahima I i Hatice Muazzez; - Rządził do śmierci. |
| 22                                           | Mustafa II                            | Portrait of Mustafa II by John Young          | 6 lutego 1695        | 22 sierpnia 1703            | Tughra of Mustafa II    | - Syn Mehmeda IV i Emetullah Rabia Gülnûş; - Zdetronizowany podczas buntu janczarów; - Zmarł w Stambule 8 stycznia 1704.                                                         |
| 23                                           | Ahmed III                             | Portrait of Ahmed III by John Young           | 22 sierpnia 1703     | 1 lub 2 października 1730   | Tughra of Ahmed III     | - Syn Mehmeda IV i Emetullah Rabia Gülnûş; - Zdetronizowany podczas buntu janczarów, prowadzonego przez Patronę Halila; - Zmarł 1 lipca 1736.                                    |
| 24                                           | Mahmud I                              | Portrait of Mahmud I by John Young            | 2 października 1730  | 13 grudnia 1754             | Tughra of Mahmud I      | - Syn Mustafy II i Saliha Sebkati; - Rządził do śmierci. |
| 25                                           | Osman III                             | Portrait of Osman III by John Young           | 13 grudnia 1754      | 29 lub 30 października 1757 | Tughra of Osman III     | - Syn Mustafy II i Şehsuvar; - Rządził do śmierci. |
| 26                                           | Mustafa III                           | Portrait of Mustafa III by John Young         | 30 października 1757 | 21 stycznia 1774            | Tughra of Mustafa III   | - Syn Ahmeda III i Emîne Mihrişah Kadınefendi; - Rządził do śmierci. |
| 27                                           | Abdülhamid I                          | Portrait of Abdülhamid I by John Young        | 21 stycznia 1774     | 6 lub 7 kwietnia 1789       | Tughra of Abdülhamid I  | - Syn Ahmeda III i Rabiâ Şermi Kadınefendi; - Rządził do śmierci. |
| 28                                           | Selim III                             | Portrait of Selim III by Konstantin Kapidagli | 7 kwietnia 1789      | 29 maja 1807                | Tughra of Selim III     | - Syn Mustafy III i Mihrişah; - Zdetronizowany z powodu reform podczas buntu janczarów; - Zamordowany w Stambule 28 lipca 1808.                                                  |
| 29                                           | Mustafa IV                            | Portrait of Mustafa IV by John Young          | 29 maja 1807         | 28 lipca 1808               | Tughra of Mustafa IV    | - Syn Abdülhamida I i Nükhet-Seza Hânımefendi; - Zdetronizowany przez powstanie pod przywództwem Alemdara Mustafy Pashy; - Ścięty w Stambule 17 listopada 1808.                  |
| 30                                           | Mahmud II                             | Portrait of Mahmud II by John Young           | 28 lipca 1808        | 1 lipca 1839                | Tughra of Mahmud II     | - Syn Abdülhamida I i Nakşidil; - Rozwiązał korpus janczarów w 1826; - Rządził do śmierci.                                                                                       |
| 31                                           | Abdülmecid I                          | Portrait of Abdülmecid I                      | 1 lipca 1839         | 25 czerwca 1861             | Tughra of Abdülmecid I  | - Syn Mahmuda II i Bezmiâlem; - Rządził do śmierci. |
| 32                                           | Abdülaziz                             | Portrait of Abdülaziz                         | 25 czerwca 1861      | 30 maja 1876                | Tughra of Abdülaziz     | - Syn Mahmuda II i Pertevniyal; - Zdetronizowany przez ministrów; - Znaleziony martwym (samobójstwo lub morderstwo) pięć dni później.                                            |
| 33                                           | Murad V                               | Portrait of Murad V                           | 30 maja 1876         | 31 sierpnia 1876            | Tughra of Murad V       | - Syn Abdülmecida I i Şevkefza; - Zdetronizowany z powodu choroby; - Przebywał w areszcie domowym w Pałacu Çırağan, gdzie zmarł 29 sierpnia 1904.                                |
| 34                                           | Abdülhamid II Wielki Chan             | Portrait of Abdülhamid II                     | 31 sierpnia 1876     | 27 kwietnia 1909            | Tughra of Abdülhamid II | - Syn Abdülmecida I i Tirimüjgan Kadınefendi; - Zdetronizowany po Incydencie 31 marca; - Uwięziony w Pałacu Beylerbeyi, gdzie zmarł 10 lutego 1918.                              |
| 35                                           | Mehmed V                              | Portrait of Mehmed V                          | 27 kwietnia 1909     | 3 lipca 1918                | Tughra of Mehmed V      | - Syn Abdülmecida I i Gülcemal Kadınefendi; - Rządził jako figurant do śmierci.                                                                                                  |
| 36                                           | Mehmed VI                             |                                               | 4 lipca 1918         | 1 listopada 1922            | Tughra of Mehmed VI     | - Syn Abdülmecida I i Gülüstü Kadınefendi; - Rozwiązanie sułtanatu; - Opuścił Stambuł 17 listopada 1922; - Zmarł na wygnaniu w San Remo 16 maja 1926.                            |
| Rozwiązanie Imperium Osmańskiego (1922–1923) |                                       |                                               |                      |                             |                         | |
| –                                            | Abdülmecid II (tylko kalif)           | Portrait of Abdülmecid II                     | 18 listopada 1922    | 3 marca 1924                | –                       | - Syn Abdülaziza i Hayran-ı Dil Kadınefendi; - Wybrany kalifem przez Wielkie Zgromadzenie Narodowe Turcji; - Wygnany po rozwiązaniu kalifatu; - Zmarł w Paryżu 23 sierpnia 1944. |